# مصدر الاتصال

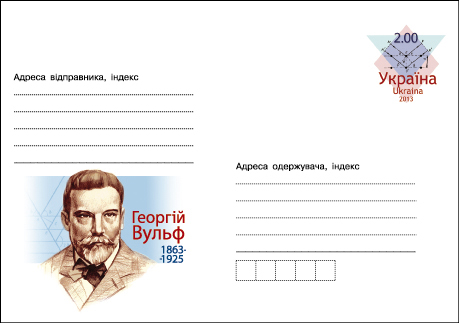

المصدر أو المرسل هو أحد المفاهيم الأساسية في الاتصال ومعالجة البيانات. المصادر هي الأشياء التي ترمز بيانات الرسالة وترسل المعلومة عبر قناة إلى راصد (أو مستقبل) فأكثر.
وإذا تحرينا الدقة في المعنى، خصوصًا في مجال نظرية المعلومات، نجد أن المصدر هو عملية تنشئ بيانات رسالة يراد نقلها أو إعادة إرسالها بأعلى دقة ممكنة إلى مكان آخر أو لتستخدم في وقت آخر. ويمكن صياغة المصدر ليكون دون ذاكرة أو إيرجوديكية أو ثابتة أو عشوائية حتى تزداد درجة تعميمها.